# Google Beam
Android Beam lub Google Beam – funkcja Androida 4.0+ umożliwiająca szybkie dzielenie się informacjami wykorzystujące standard NFC (komunikacja zbliżeniowa).
Funkcja Android Beam została wprowadzona w Androidzie 4.0 Ice Cream Sandwich i zaprezentowana podczas premiery smartfona Samsung Galaxy Nexus oraz tej wersji systemu. Do działania tej funkcji w urządzeniu mobilnym – smartfonie/tablecie – musi zostać zaimplementowany fabrycznie w urządzeniu moduł NFC.

## Działanie
Android Beam służy do szybkiego oraz łatwego dzielenia się informacjami poprzez przybliżenie dwóch urządzeń do siebie obsługujących standard NFC. Dzięki tej funkcji możemy w szybki sposób wysłać drugiemu urządzeniu link do filmu na YouTube, lokalizację na mapach, stronę WWW, wysłać kontakt z książki telefonicznej i wiele innych. Na urządzeniu, z którego ma zostać wysłana informacja musi być ta informacja wyświetlona, czyli np. kontakt lub film na YouTube, na drugim urządzeniu, urządzenie musi wyświetlać Home Screena (launcher). Po przybliżeniu, na urządzeniu nr 1 zostanie wyświetlona informacja, czy wysłać np. dany link.

## Rozwój
Funkcja jest ciągle rozwijana przez Google Inc., w Androidzie 4.1 doszła funkcja m.in. szybkiego dzielenia się zdjęciami, czy też filmami zapisanymi w naszym urządzeniu. Działanie zostało niemal takie samo, czyli trzeba przybliżyć urządzenia, lecz wysłanie np. zdjęcia przechodzi inną droga. Jeśli chcemy wysłać zdjęcie, należy wybrać w galerii zdjęcie, które chcemy, i przyłożyć urządzenia. Funkcja ta wykryje, że chcemy wysłać zdjęcie, i włączy w obu urządzeniach Bluetooth i wyśle tą drogą plik, po czym wyłączy Bluetooth.